# Chromatoiulus cephalonicus
Chromatoiulus cephalonicus är en mångfotingart som beskrevs av Pius Strasser 1974. Chromatoiulus cephalonicus ingår i släktet Chromatoiulus och familjen kejsardubbelfotingar. Inga underarter finns listade i Catalogue of Life.